# Haager Landkrigsreglementet
Haager Landkrigsreglementet er bestemmelser for krigsførelse på land, som blev vedtaget på en fredskonference afholdt i Haag i 1907.
På initiativ af den russiske zar Nikolaj den 2. blev der i 1899 og igen i 1907 afholdt fredskonferencer i Haag i Holland. Det egentlige formål med disse konferencer – at få gennemført en afrustning i Europa – blev ikke opnået, men ved konferencerne enedes man om et antal konventioner, som regulerer forholdene mellem de stridende parter i krig. Nogle af disse konventioner er blevet uaktuelle på grund af den tekniske udvikling. Det gælder f.eks. konvention nr. 14 om udkastning af sprængstoffer fra luftballoner. Andre Haag-konventioner er blevet afløst af Geneve-konventionerne, mens endnu andre fortsat er gældende.
Som et bilag til Haag-konvention nr. 4 om regler og vedtægter for krig til lands finder man Reglement angående regler og vedtægter for krig til lands, eller Haager Landkrigsreglementet, som det oftest kaldes. Heri defineres i kapitel 1. begrebet krigsførende. Herefter følger kapitler om krigsfanger, om syge og sårede (bestemmelserne er her afløst af bestemmelser i Geneve-konvention nr. 1 og 2), om midler til at skade fjenden, herunder belejringer og bombardementer, om spioner, om parlamentærer, om kapitulationer, om våbenstilstand og endelig om militære myndigheder på en fjendtlig stats territorium.
Andre Haag-konventioner, som fortsat er gældende, er deklarationer vedtaget på konferencen i 1899 om forbud mod anvendelse af projektiler, hvis eneste formål er at udbrede kvælende eller giftige luftarter, samt forbud mod anvendelse af dum-dum-projektiler. Desuden er Haag-konvention nr. 5 om neutrale magters og personers rettigheder og pligter i tilfælde af krig til lands fortsat i kraft.
Da den tyske besættelsesmagt den 29. august 1943 erklærede militær undtagelsestilstand i Danmark var man fra tysk side klar over, at dette ikke kunne ske med direkte henvisning til Haager Landkrigsreglementet, fordi Danmark og Tyskland formelt ikke var i krig med hinanden. Derfor hed det i den tyske version af general von Hannekens bekendtgørelse, at undtagelsestilstanden var blevet indført "i Haager Landkrigsreglementets ånd". I den danske oversættelse kom der til at stå, at undtagelsestilstanden var indført i henhold til artiklerne 42 – 56 i Haager Landkrigsreglementet, hvilket formelt og juridisk var forkert.
Det var hensigten at gennemføre endnu en fredskonference i Haag i 1915, men dette blev forhindret af 1. Verdenskrig.